# اوستروف (ناحیه کارلووی واری)
اوستروف (به چکی: Ostrov) یک منطقهٔ مسکونی و شهرستان دارای شهرک سابقاً روستا در جمهوری چک است که در ناحیه کارلووی واری واقع شده‌است. اوستروف ۱۷٬۰۸۹ نفر جمعیت دارد.

## خواهرخوانده
شهر وونزیدل خواهرخواندهٔ اوستروف (ناحیه کارلووی واری) هست.